# Pitaya
Pithaya, Pitahaya, Fruit du dragon, Thanh Long
 (février 2025).
Si vous disposez d'ouvrages ou d'articles de référence ou si vous connaissez des sites web de qualité traitant du thème abordé ici, merci de compléter l'article en donnant les références utiles à sa vérifiabilité et en les liant à la section « Notes et références ».

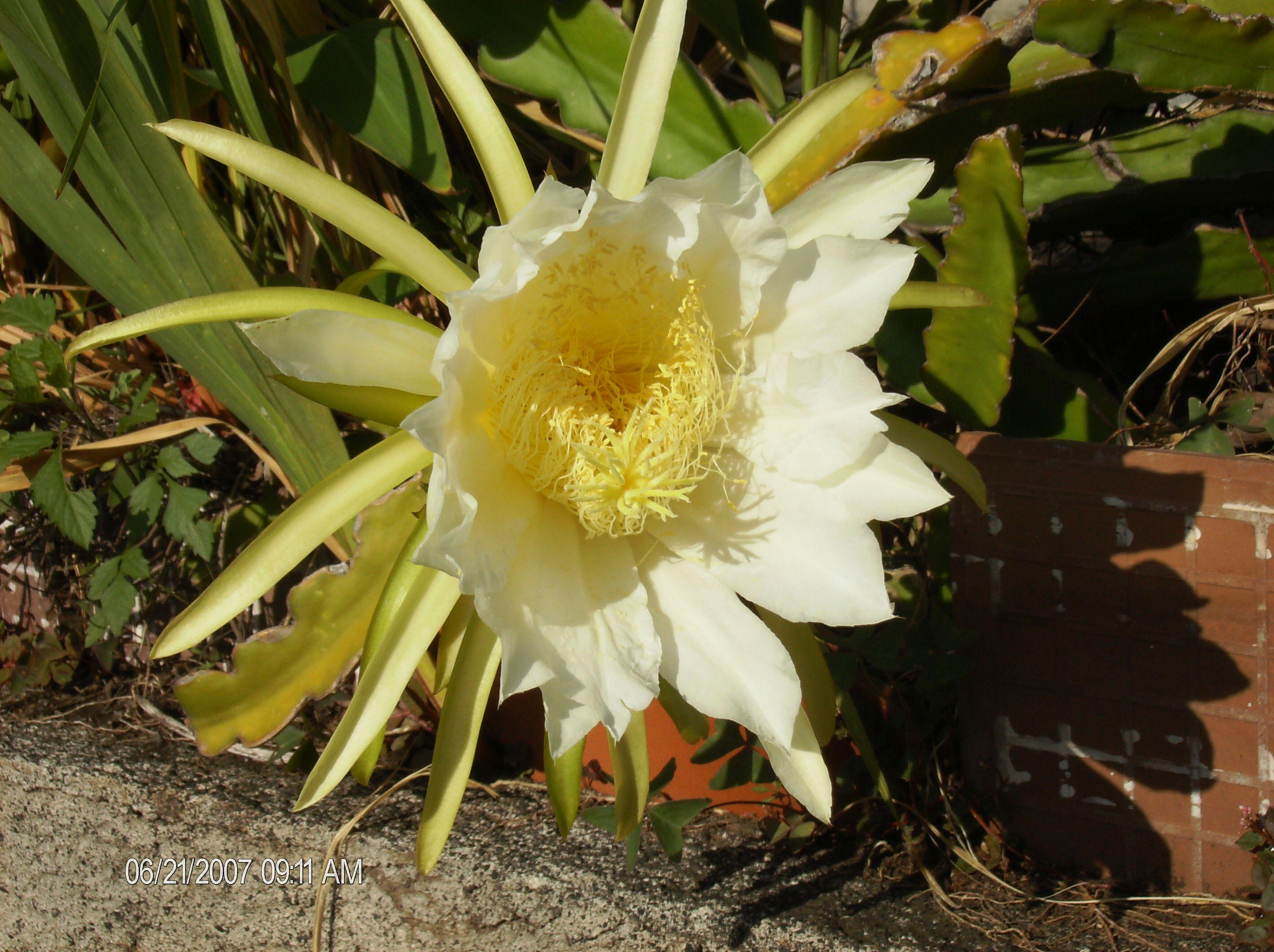
La fleur d'Hylocereus undatus.

Le fruit du dragon, également connu sous les noms  espagnol de « pitaya » ou « pithaya » ou « pitahaya » (du taïno « fruit écailleux »), est le fruit de différentes espèces de cactus hémiépiphytes, et plus particulièrement de celles de l’espèce Selenicereus undatus  (anciennement Hylocereus undatus et, même, auparavant H. triangularis).
Sur les étals, c'est le nom « pitaya » qui est très majoritairement employé.

## Genre
Le genre Wilmattea Britton & Rose a été « fusionné » avec le genre Hylocereus. Certains botanistes[Lesquels ?] pensent actuellement que le genre Hylocereus devrait à son tour être fusionné avec le genre Selenicereus. Le fruit a été appelé fruit du dragon depuis l'époque de la colonie indochinoise : les colons français ont introduit la plante à la fin du XIXe siècle. [réf. nécessaire]
Les Vietnamiens ont baptisé son fruit thanh long, qui signifie « fruit du dragon » car sa plante grimpe en s'enroulant sur les troncs d'arbre, évoquant la forme d'un dragon, un monstre mythologique omniprésent dans la culture asiatique.

## Fleur
Hylocereus undatus, ou « raquette tortue » ou « Belle de nuit », est appelé en anglais night blooming cereus, c’est-à-dire « Cereus à floraison nocturne ». En effet, cette plante à rameaux triangulaires fleurit à la tombée de la nuit et la grosse fleur blanche à la douce odeur de vanille mesure près de 30 cm de diamètre mais ne tient généralement qu’une nuit. Cela a suffi pour faire de cette espèce une plante ornementale.

## Fruit

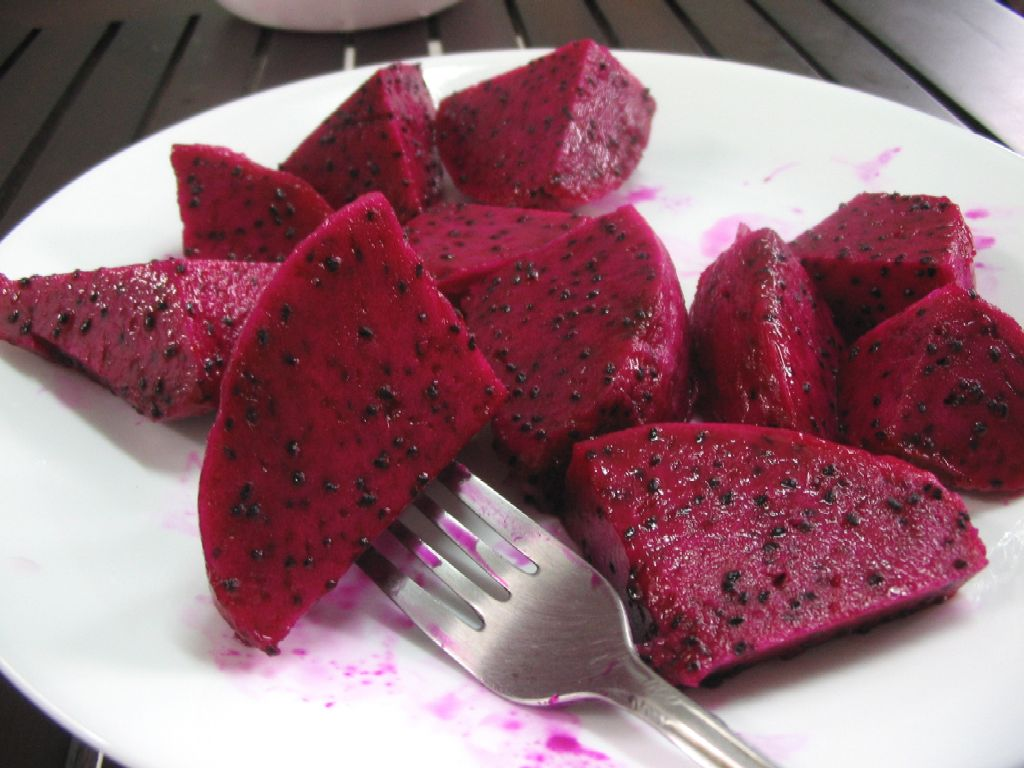
Pitaya sanguin Hylocereus polyrhizus.

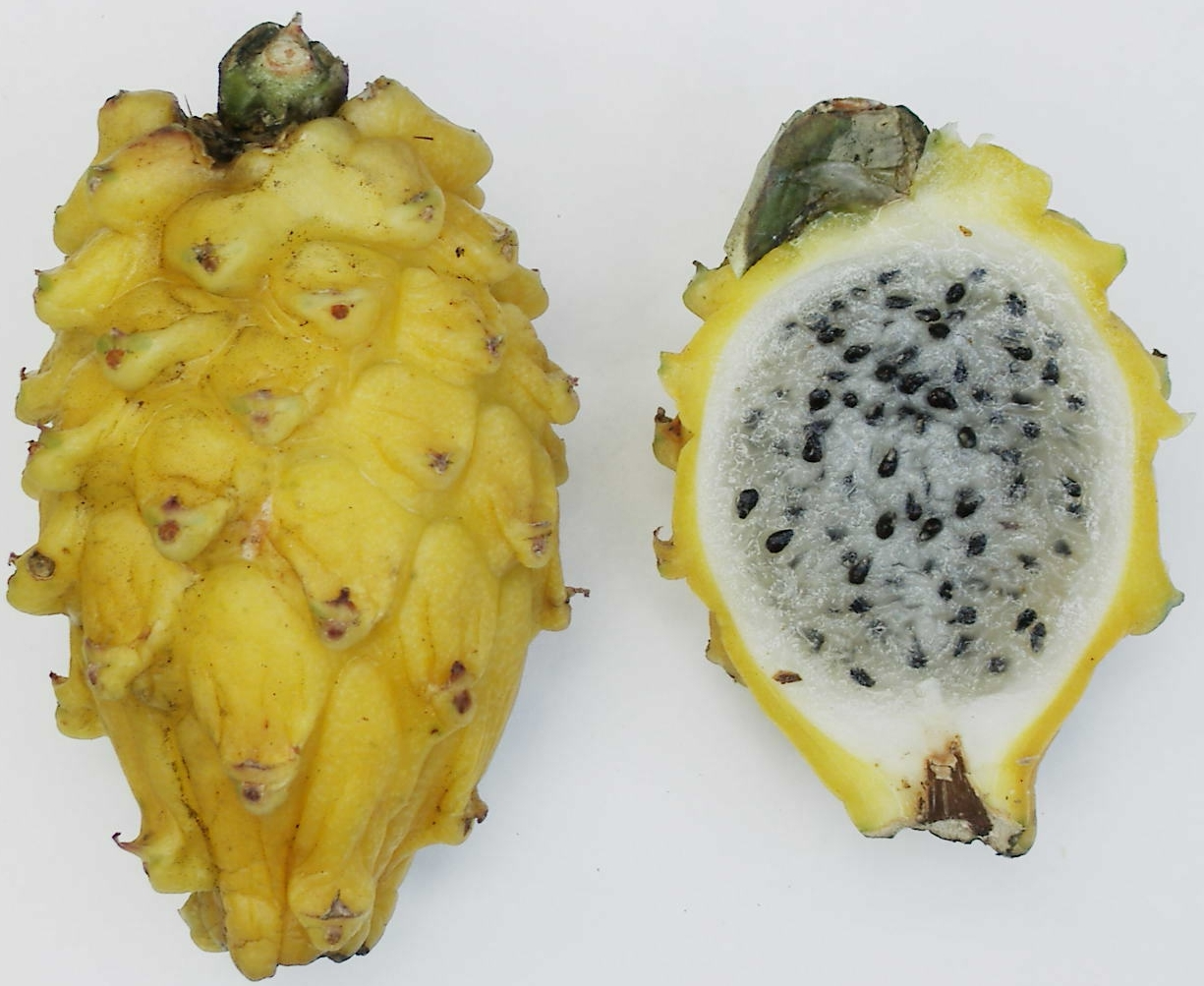
Pitaya jaune à chair blanche Selenicereus megalanthus.

Le fruit du dragon mesure une dizaine de centimètres et pèse environ 350 grammes. Sa chair est comestible et ressemble par sa texture et la présence de petits pépins noirs à celle du kiwi jaune, avec un goût cependant beaucoup plus doux.
Cinq sortes de fruits sont commercialisées, provenant d’autant d’espèces distinctes. Ils comportent une peau épaisse à petites feuilles et une chair peu calorique :
- la pitaya à la peau vert et rose et chair blanche. Elle pousse sur une liane, la Hylocereus undatus, originaire de la cordillère des Andes, qui s’agrippe au tronc de grands arbres. La chair, translucide, ponctuée de petites graines très noires, est suave et d’une saveur douce et sucrée ;
- deux espèces de pitayas à chair jaune provenant de la Hylocereus lemairei, cultivée à Trinité-et-Tobago et de la Hylocereus guatemalensis originaire d’Amérique centrale. Leur chair est très goûteuse et parfumée ;
- la pitaya à peau rose et pulpe pourpre très intense : Hylocereus costaricensis (en) ou purpurii ou polyrhizus. Pitaya la plus recherchée pour son goût ;
- la pitaya à peau jaune et pulpe blanche : Hylocereus megalanthus (en).

## Qualité nutritive
Le fruit du dragon a des vertus digestives entre autres en ce qui concerne la constipation, car les graines de ce fruit ont un léger effet laxatif,.
100 grammes de fruit ne contiennent qu’une cinquantaine de calories et la pitaya est riche en vitamines, minéraux, fibres, antioxydants et bêtacyanine (principalement la variété à chair rouge). Le fruit du dragon rouge (Hylocereus sp.), a une faible teneur en vitamine (de 116 à 171 mg par gramme de pulpe fraîche). Cependant la pulpe est riche en antioxydants comme la bétacyanine (de 0,32 à 0,41 mg) et des composés phénoliques : son indice ORAC est de 8,8 à 11,3 (activité antioxydante par g exprimées en micromoles de Trolox équivalents).
Elle aide aussi à réduire le taux d’acide urique dans le sang et favorise ainsi la prévention de la goutte.
L’expérience de consommation du fruit du dragon est proche de celle du kiwi. On le mange cru. Les graines ont la taille des graines de sésame et sont disséminées dans la pulpe. Elles sont donc absorbées avec le fruit. On peut en faire du jus ou du vin ; la grosse fleur du fruit du dragon est aussi comestible et on peut en faire une tisane.

## Goût et qualité esthétique
La couleur attrayante du fruit, plus que ses qualités gustatives, en font un excellent produit commercial. En effet, le fruit du dragon rouge a un goût léger,, comparé au fruit du dragon jaune qui est plus sucré[réf. nécessaire]. Le fruit du dragon sanguin est la plus goûteuse des trois espèces.

## Production et consommation
Le fruit du dragon a l’avantage de nécessiter de cinq à dix fois moins d’eau que n’importe quelle autre culture fruitière, ce qui en fait une culture intéressante dans les zones arides.
En 2010, les principaux producteurs mondiaux de fruit du dragon sont la Colombie et le Mexique.
Originaires du Mexique et s'étendant jusqu'à l'Amérique centrale, ces cactus aux allures de vignes vierges ont été importés au Viêt Nam par les colons français au début du XIXe siècle. Initialement, les fruits y étaient réservés à la famille royale puis à la bourgeoisie locale. Ils devinrent ensuite le premier produit d’exportation du Viêt Nam et rivalisèrent en prix avec le fruit vedette d’Asie, le durian. Ils sont aujourd’hui cultivés et appréciés dans toute l’Asie du Sud Est (Malaisie, Taïwan) et la côte sud-est de la Chine.
La version bonsaï de Hylocereus est courante sur les marchés à fleur de Taïwan.
Depuis quelques années, la production de fruit du dragon se développe de plus en plus dans des pays tels que le Viêt Nam, Israël (sous serres car cette cactacée ne supporte pas le plein soleil), le Guatemala, l’Australie ou, pour ce qui est de la France, sur l’île de La Réunion, en Guadeloupe, en Guyane Française, en Polynésie et en Nouvelle-Calédonie. En 2017, des essais de culture sont faits au Bangladesh. Des essais de culture  également entrepris en Algérie en 2021 et 2022, avec une assistance chinoise, notamment à  Skikda dans l'Est algérien et à  Chlef à l'ouest ont été concluants et  des mesures ont été prises pour l'extension de sa production  dans le reste du pays.
La seule difficulté de sa culture réside dans la fécondation des fleurs qui, dans la nature est faite par les papillons de nuit ou les chauves-souris des forêts tropicales durant la nuit.
On le multiplie généralement donc plutôt par bouture, et il est pollinisé manuellement a l'aide de coton tige.

## Galerie

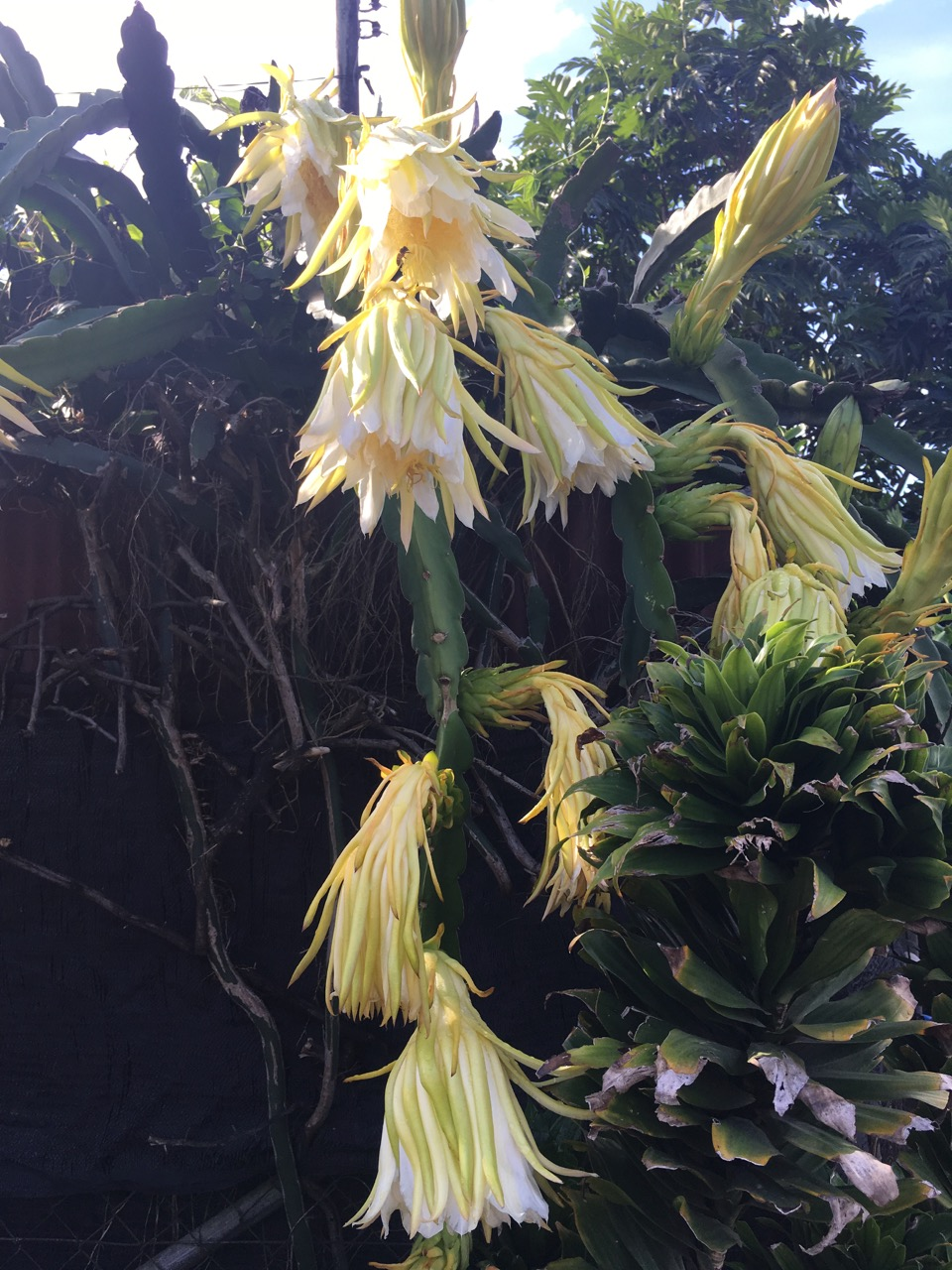
Fleurs de Hylocereus undatus.
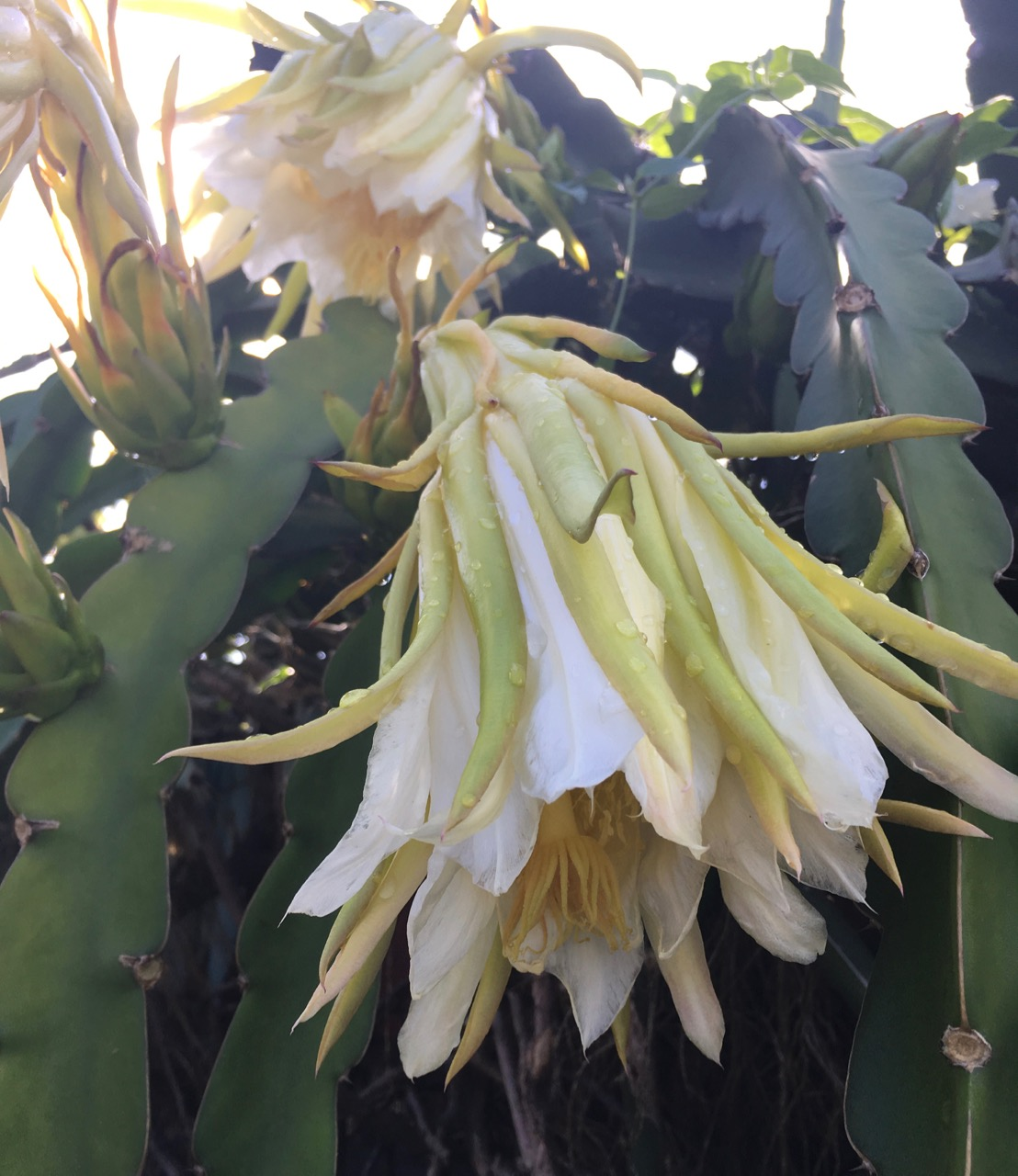
Fleurs de Hylocereus undatus.
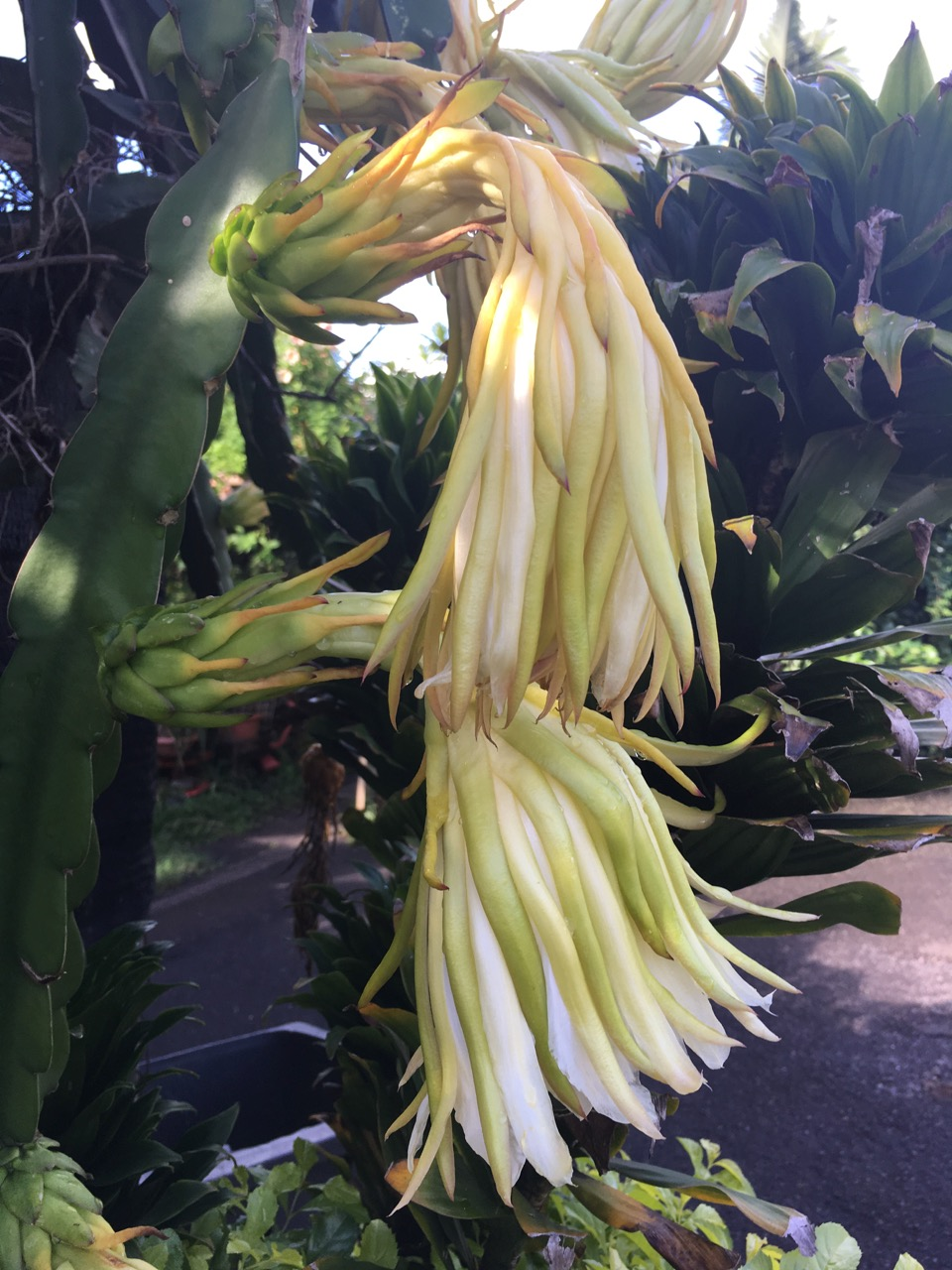
Fleurs de Hylocereus undatus
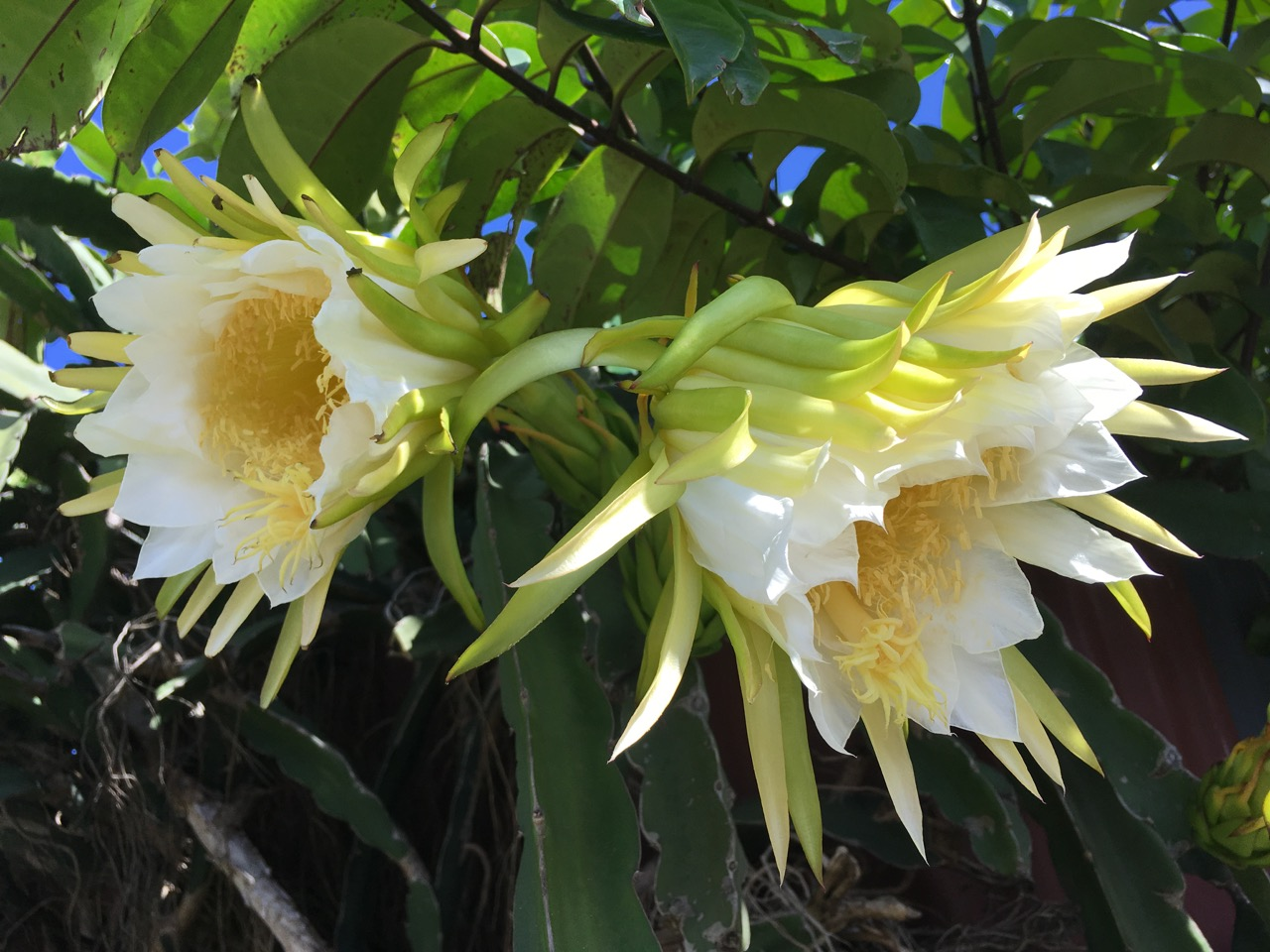
Fleurs de Hylocereus undatus.
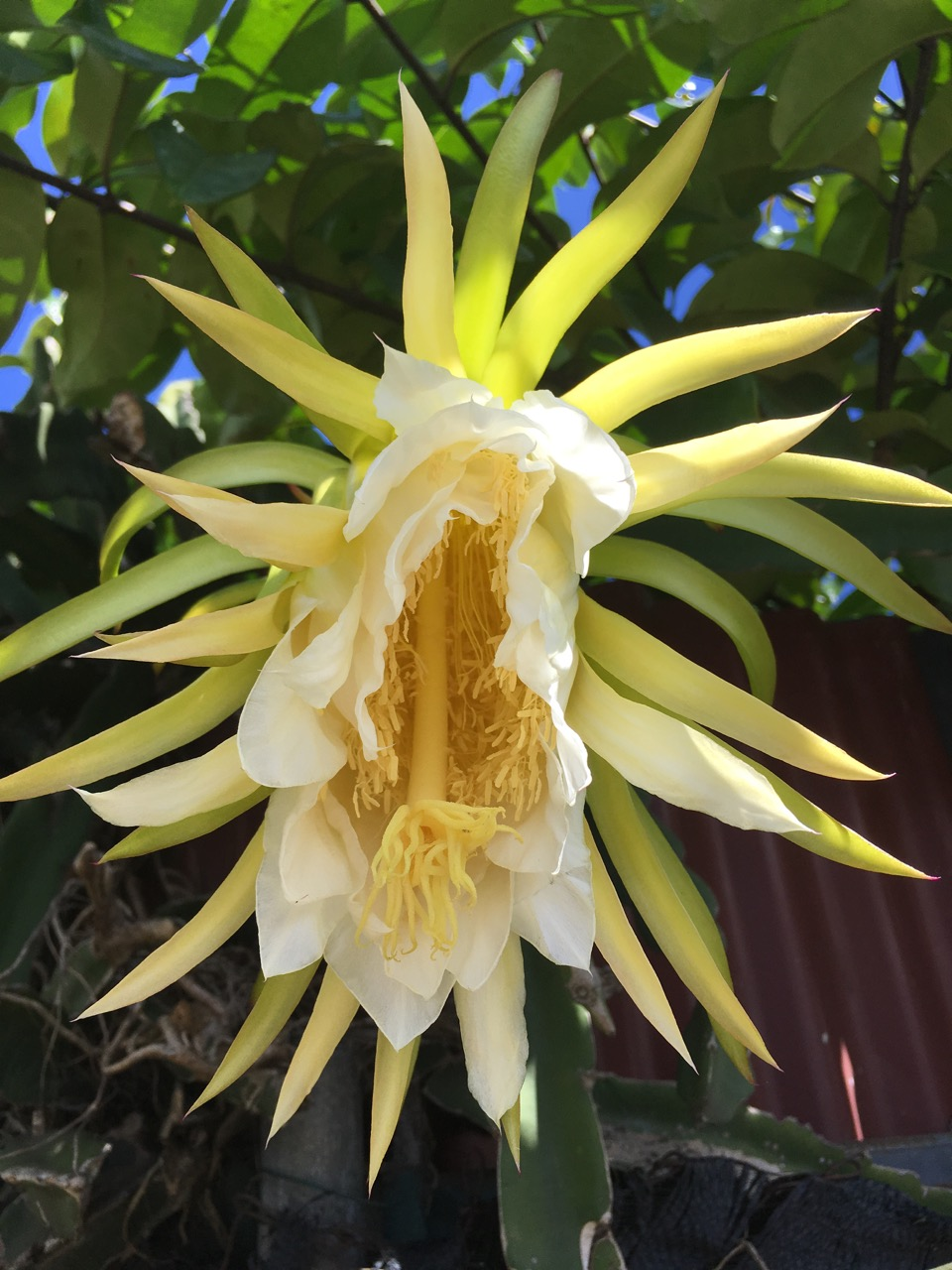
Fleur de Hylocereus undatus.
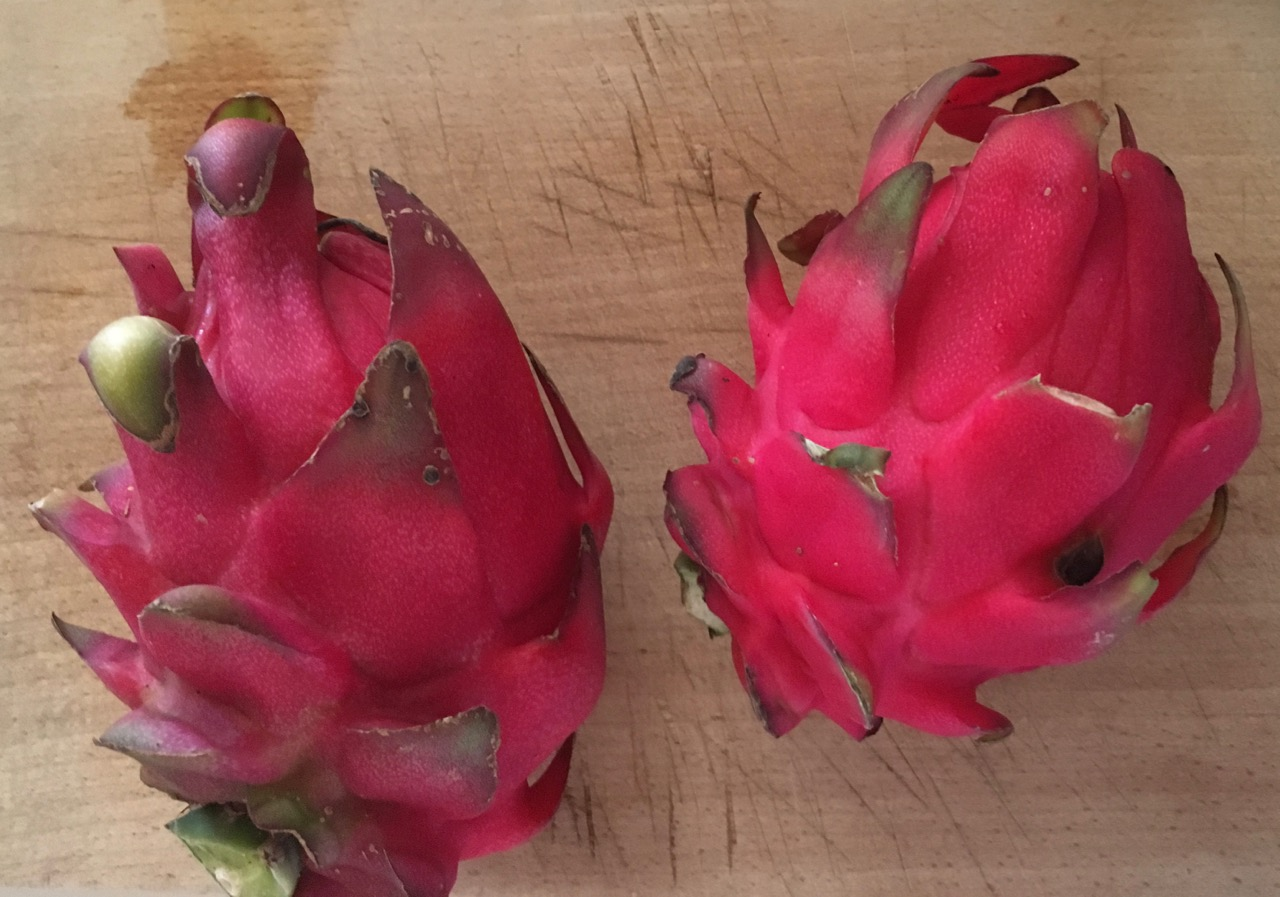
Pitaya Hylocereus polyrhizus.
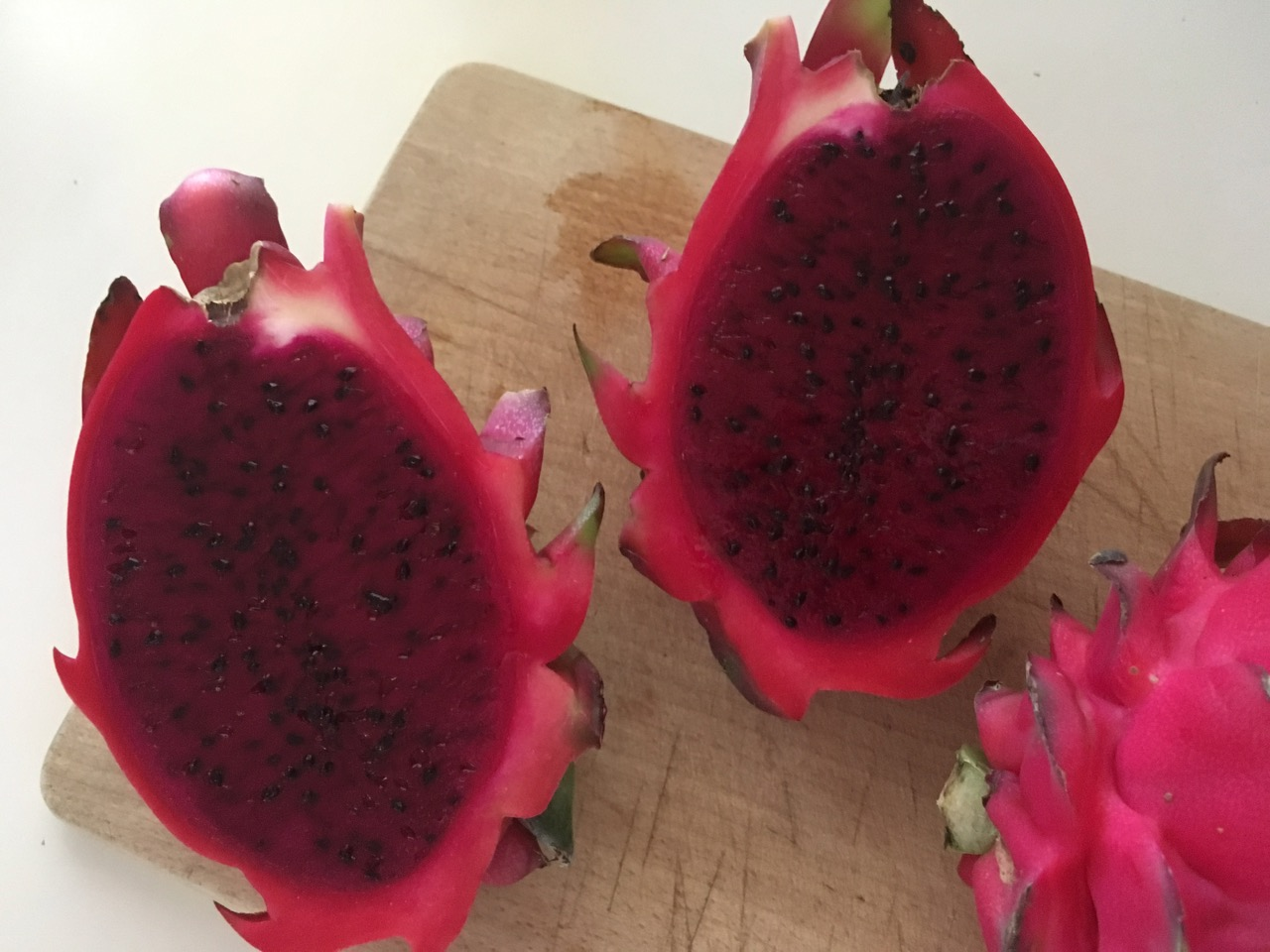
Coupe d'une pitaya.
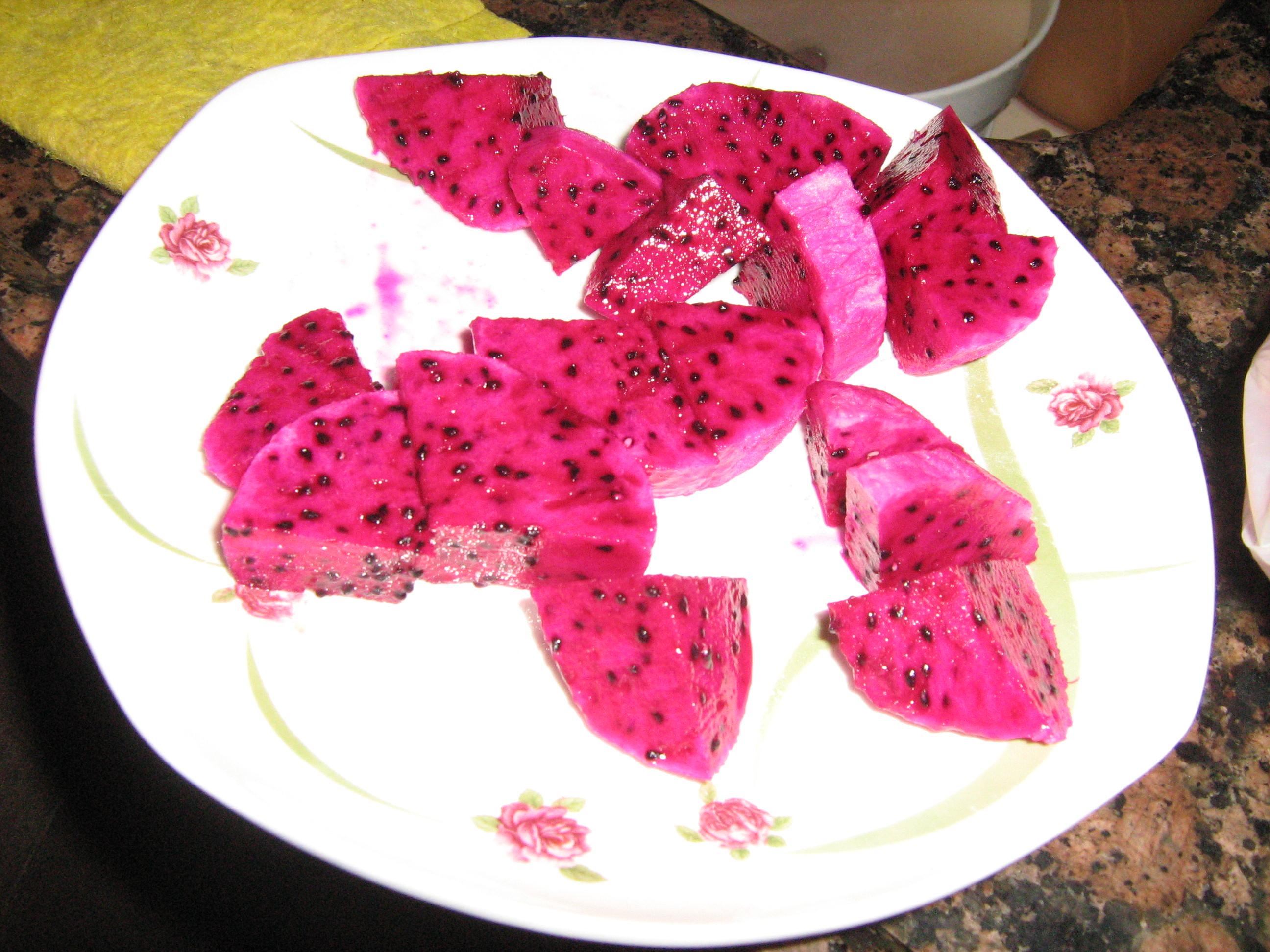
Intérieur d’une pitaya Hylocereus polyrhizus.
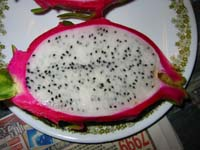
Intérieur d’une pitaya Hylocereus undatus.
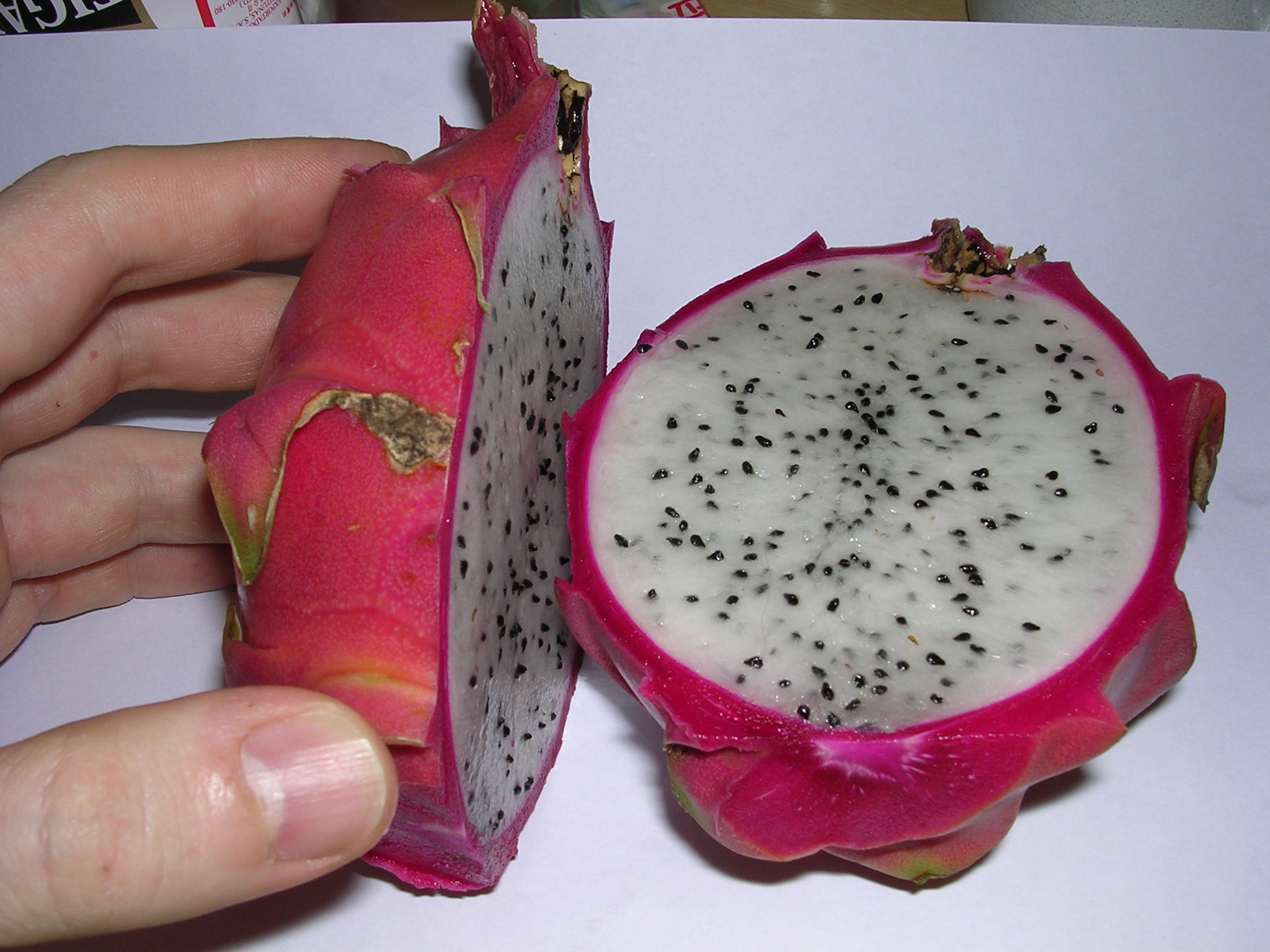
Intérieur d’une pitaya Hylocereus undatus.
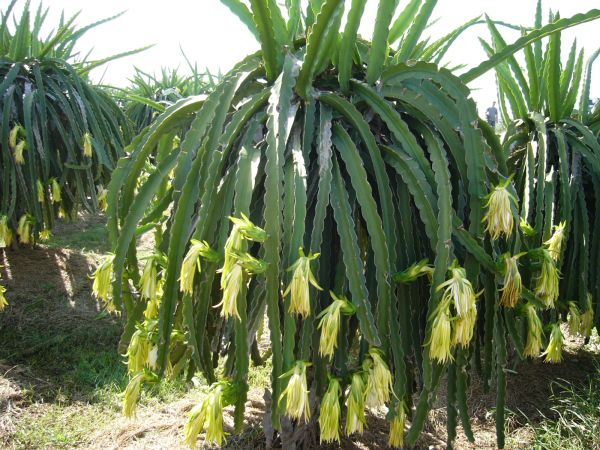
Plants de pitaya.
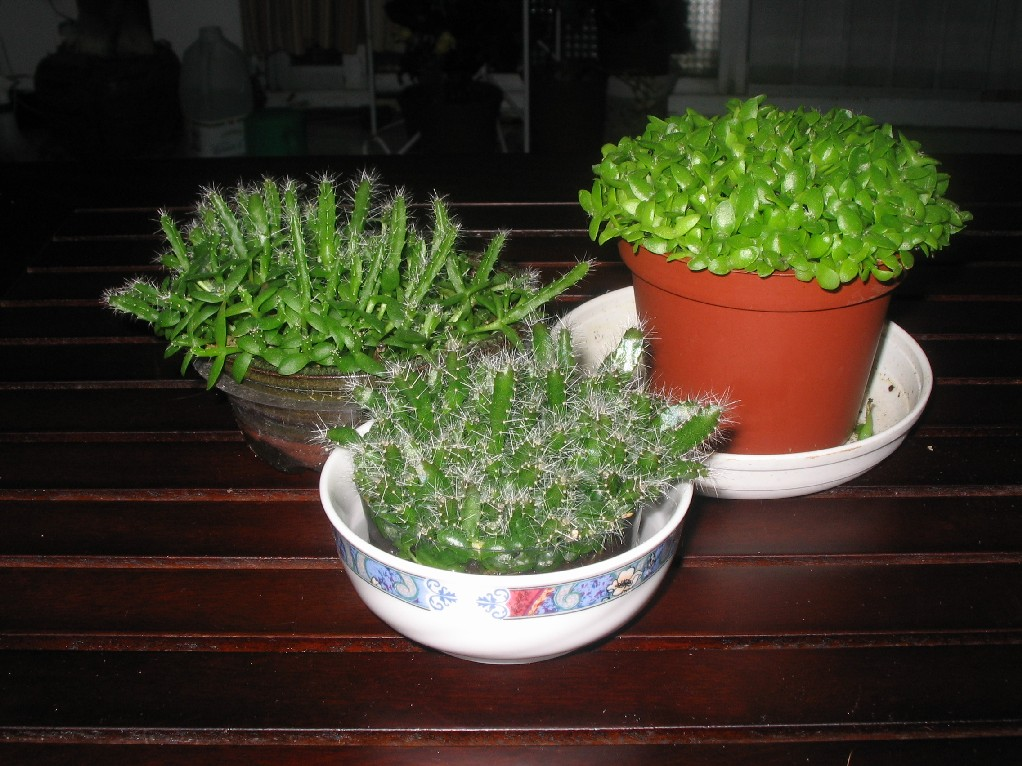
Petits plants de pitaya.
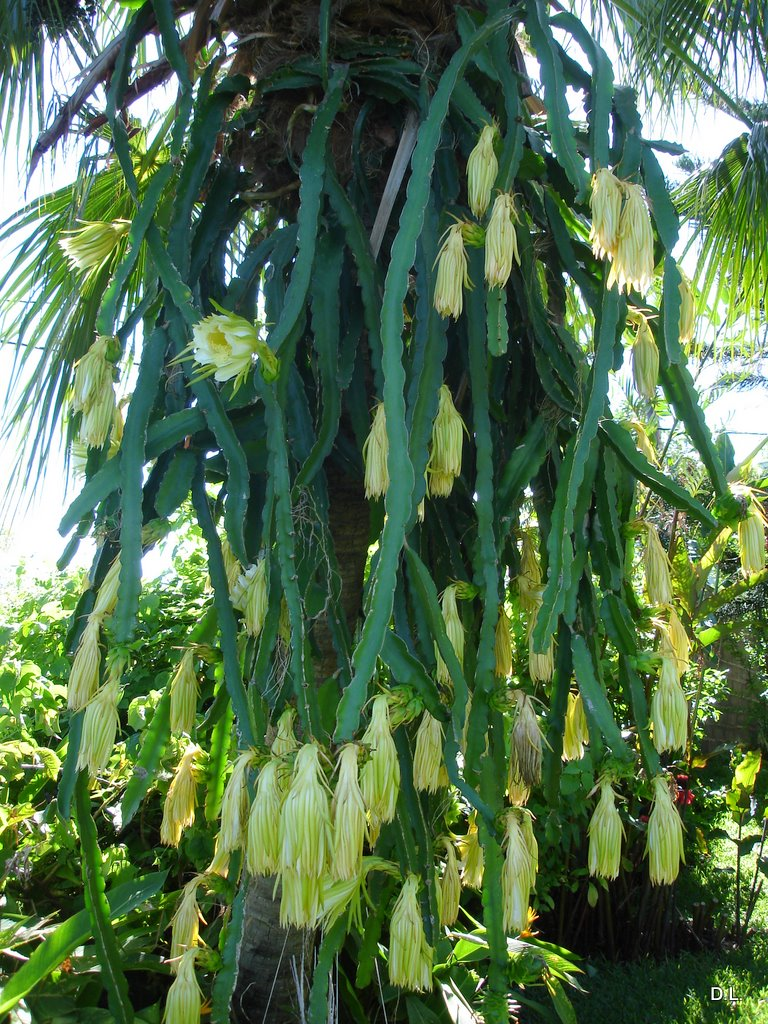
Le matin après la floraison et la fécondation manuelle de la veille.
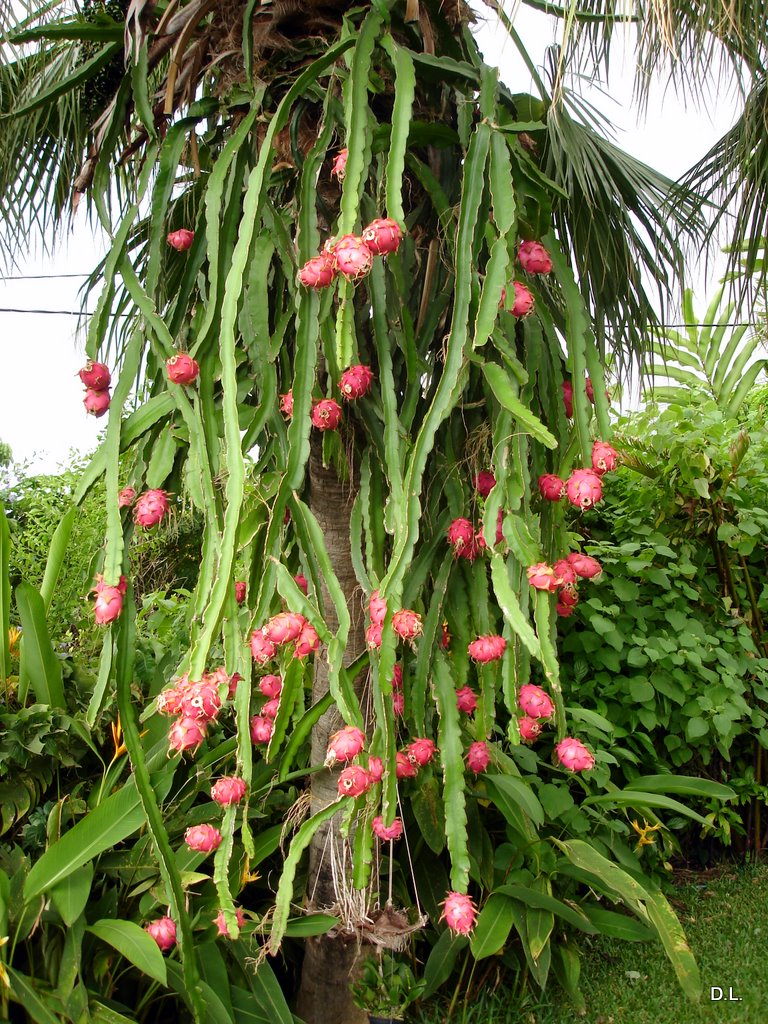
Trente-huit jours après la floraison.